# Musée ethnographique de Baruun-Urt
Le musée ethnographique de Baruun-Urt, est un musée situé à Baruun-Urt, dans la province de Sükhbaatar, en Mongolie.
Le musée de l'aimag de Sukhbaatar a été ouvert en 1972 sur la base du bureau d'histoire locale qui existait depuis 1949. Le bâtiment a été construit spécialement pour le musée en 1971.
Ses fonds contiennent plus de 5 000 objets de collection, dont des collections archéologiques, ethnographiques, historiques, artistiques, etc. 
L'établissement abrite une collection de costumes représentant les trois groupes ethniques qui habitent la région : les Khalkh (majoritaires), les Dariganga (environ 30 000 vivent au sud de l'aimag de Sükhbaatar) et les Uzemchin (environ 2 000 vivent dans les aïmags de Dornod et  de Sükhbaatar). Une veste de lutteur, décorée de clous en laiton, est particulièrement appréciée des visiteurs.
Le musée présente aussi des objets artisanaux fabriqués par les orfèvres et forgerons renommés de Dariganga, des animaux empaillés (gazelles, ...) ainsi que deux salles dédiées au célèbre poète, auteur et homme politique Ochirbatyn Dashbalbar (1957-1999).
Enfin, une exposition est consacrée aux piliers-statues en pierre balbal, masculins et féminins, attribués aux anciens Turcs.